# Воме, Дове
Сена́м Дове́ Воме́ Добе́ (фр. Sename Dové Womé Dobé; 8 июня 1991, Фиокпо, Того) — тоголезский футболист, полузащитник клуба «Гомидо» и сборной Того.

## Клубная карьера
Свою футбольную карьеру Воме начал в клубе «Мараната», в составе которого в 2009 году стал чемпионом Того. На сезон 2009/10 полузащитник был отдан в аренду в ганский клуб «Либерти Профешионалз», за который сыграл в 2 матчах.
Летом 2011 года, проведя в общей сложности 23 игры за «Маранату», Дове перешёл в южноафриканский клуб «Фри Стэйт Старс». Первый матч в Премьер-лиге ЮАР провёл 13 августа 2011 года против «Суперспорт Юнайтед». 2 ноября отметился первым забитым голо м в составе «Фри Стэйт». В сезоне 2011/12 принял участие в 27 матчах, забил 5 мячей, в следующем сезоне — 28 игр и снова отличился 5 раз.
В июле 2013 года перешёл в «Мамелоди Сандаунз», за который дебютировал 4 августа 2013 года в матче против «Блумфонтейн Селтик». Уже в следующем матче забил первый гол в новом клубе, открыв счёт в матче с «Платинум Старс».

## Карьера в сборной
В сентябре 2009 года Дове был впервые вызван в сборную Того на матч против сборной Марокко, однако на поле не появился. Дебютный матч полузащитника в сборной пришёлся на товарищескую встречу со сборной Японии.
Воме был включён в заявку тоголезцев на Кубок африканских наций 2013. В своём первом же матче на турнире, пришедшемся на второй тур группового этапа, отметился забитым голом. Однако в третьем туре Дове появился лишь на замену в конце матча с Тунисом. В четвертьфинальном матче со сборной Буркина-Фасо полузащитник вновь вышел на замену в овертайме, после пропущенного его сборной мяча. Матч так и закончился минимальной победой буркинийцев, а сборная Того покинула турнир.
Дове принимал участие в отборочных матчах своей сборной к Чемпионату мира 2014. Однако сборная Того не смогла пробиться на мундиаль.

## Достижения
«Мараната»:
- Чемпион Того (1): 2009